# Čižice
Čižice település Csehországban, a Dél-plzeňi járásban. Čižice Předenice, Nebílovy, Štěnovický Borek, Útušice és Štěnovice településekkel határos. Lakosainak száma 558 fő (2024. január 1.).

## Népesség
A település lakosságának változását az alábbi diagram mutatja:
| Lakosok száma | 218  | 296  | 322  | 422  | 410  | 411  | 529  | 542  | 577  | 558  |
|               | 1869 | 1890 | 1921 | 1950 | 1980 | 2001 | 2017 | 2019 | 2022 | 2024 |